# Copa Real Federación Española de Fútbol 2009-10
La Copa Real Federación Española de Fútbol 2009-10 es la 17.ª edición de dicha competición española. Se disputa en dos fases, una entre equipos de la misma comunidad autónoma entre septiembre y noviembre dependiendo de la autonomía. La segunda fase es la fase nacional, en la que los campeones de cada comunidad se enfrentan a equipos eliminados de las primeras rondas de la Copa del Rey. Esta fase se jugó entre el 11 de noviembre de 2009 y el 7 de abril de 2010, con la participación de 35 equipos de Segunda B, Tercera y Regional. En esta competición, a diferencia de la Copa del Rey, pueden participar los filiales de los equipos siempre que no participe también el primer equipo. El campeón se clasificará para disputar la primera ronda de la Copa del Rey 2010-11, dependiendo de su clasificación en la liga.

## Equipos clasificados

### Campeones regionales
| - SD Ejea - Marino de Luanco - CD Atlético Baleares - CD Tenerife B - SD Noja - UD Almansa - Villaralbo CF - UE Lleida - Barakaldo CF | - Jerez CF - CCD Cerceda - Haro Deportivo - UD San Sebastián de los Reyes - Jumilla CF - CD Oberena - Torrellano Illice CF |

### Eliminados de la Copa del Rey
| - CD Alcalá - Real Jaén CF - CD Roquetas - CD San Roque de Lepe - CA Monzón - CF Sporting Mahonés - SD Tenisca - Gimnástica de Torrelavega - CD Toledo | - UDA Gramanet - Deportivo Alavés - SD Lemona - SD Compostela - CD Izarra - UD Logroñés - RSD Alcalá - CD Leganés - Caravaca CF - Lorca Deportiva CF |

## 1.ª Ronda
La primera ronda del torneo la disputaron 6 equipos. 3 clasificados como campeones regionales y 3 como eliminados de la Copa. La eliminatoria se decidió a ida y vuelta entre los días 11 de noviembre y 18 de noviembre de 2009.
En esta ronda se enfrentan entre sí equipos de la misma comunidad autónoma.
| Local         | Resultado global | Visitante   | Ida | Vuelta |
| ------------- | ---------------- | ----------- | --- | ------ |
| SD Ejea       | 1-7              | CA Monzón   | 1-3 | 0-4    |
| CD Izarra     | 2-3              | CD Oberena  | 0-0 | 2-3    |
| SD Compostela | 2-4              | CCD Cerceda | 0-2 | 2-2    |

## Dieciseisavos de final
| Local                     | Resultado global | Visitante                     | Ida | Vuelta |
| ------------------------- | ---------------- | ----------------------------- | --- | ------ |
| CD San Roque de Lepe      | 3-3              | Jerez CF                      | 1-1 | 2-2    |
| CD Atlético Baleares      | 0-4              | CF Sporting Mahonés           | 0-3 | 0-1    |
| CA Monzón                 | 2-1              | SD Noja                       | 1-0 | 1-1    |
| Haro Deportivo            | 1-6              | Marino de Luanco              | 1-2 | 0-4    |
| CD Oberena                | 1-8              | Deportivo Alavés              | 0-1 | 1-7    |
| Gimnástica de Torrelavega | 1-2              | UD Logroñés                   | 1-1 | 0-1    |
| Barakaldo CF              | 2-1              | SD Lemona                     | 1-0 | 1-1    |
| UE Lleida                 | 2-4              | UDA Gramanet                  | 0-2 | 2-2    |
| UD Almansa                | 4-4              | Torrellano Illice CF          | 2-1 | 2-3    |
| CD Tenerife B             | 1-2              | UD San Sebastián de los Reyes | 1-1 | 0-1    |
| CCD Cerceda               | 2-3              | Villaralbo CF                 | 2-1 | 0-2    |
| Jumilla CF                | 1-3              | CD Roquetas                   | 1-1 | 0-2    |
| Caravaca CF               | 2-3              | Lorca Deportiva CF            | 0-0 | 2-3    |
| RSD Alcalá                | 1-2              | CD Leganés                    | 0-0 | 1-2    |
| Real Jaén CF              | 1-1 (pen.2-3)    | CD Alcalá                     | 1-0 | 0-1    |
| SD Tenisca                | 2-7              | CD Toledo                     | 1-0 | 1-7    |

## Octavos de final
| Local                | Resultado global | Visitante                     | Ida | Vuelta |
| -------------------- | ---------------- | ----------------------------- | --- | ------ |
| CD San Roque de Lepe | 4-3              | CD Roquetas                   | 1-2 | 3-1    |
| Barakaldo CF         | 2-1              | Deportivo Alavés              | 1-0 | 1-1    |
| Marino de Luanco     | 4-3              | UD Logroñés                   | 2-1 | 2-2    |
| UDA Gramanet         | 2-1              | CA Monzón                     | 1-1 | 1-0    |
| UD Almansa           | 3-3 (pen.5-3)    | CF Sporting Mahonés           | 2-1 | 1-2    |
| Villaralbo CF        | 4-0              | CD Toledo                     | 2-0 | 2-0    |
| CD Leganés           | 1-2              | UD San Sebastián de los Reyes | 1-1 | 0-1    |
| CD Alcalá            | 1-5              | Lorca Deportiva CF            | 1-1 | 0-4    |

## Cuartos de final
| Local                | Resultado global | Visitante                     | Ida | Vuelta |
| -------------------- | ---------------- | ----------------------------- | --- | ------ |
| Marino de Luanco     | 3-4              | Barakaldo CF                  | 3-2 | 0-2    |
| Villaralbo CF        | 2-3              | UD San Sebastián de los Reyes | 2-1 | 0-2    |
| CD San Roque de Lepe | 2-0              | UD Almansa                    | 2-0 | 0-0    |
| UDA Gramanet         | 2-3              | Lorca Deportiva CF            | 2-2 | 0-1    |

## Semifinales
| Local                | Resultado global | Visitante                     | Ida | Vuelta |
| -------------------- | ---------------- | ----------------------------- | --- | ------ |
| CD San Roque de Lepe | 2-2 (pen.4-2)    | Barakaldo CF                  | 1-1 | 1-1    |
| Lorca Deportiva CF   | 1-0              | UD San Sebastián de los Reyes | 0-0 | 1-0    |

## Final
La octava y última ronda del torneo la disputan los 2 vencedores de las semifinales. La eliminatoria se jugará a ida y vuelta los días 24 de marzo y 7 de abril de 2010. Los finalistas son el Lorca Deportiva CF y el CD San Roque de Lepe.

### Partido de ida
| 28 | PO | Álex Reverte          |     |
| 22 | DF | Dioni                 |     |
| 20 | DF | Jero Miñarro          |     |
| 4  | DF | Miguel Ángel Del Baño |     |
| 21 | DF | Ramón Verdú           |     |
| 5  | MC | José Ángel Ochoa      |     |
| 6  | MC | Guille                | 59' |
| 24 | MC | Álex Fernández        |     |
| 18 | MC | Rubén Pazos           |     |
| 10 | MC | Sergio Narváez        |     |
| 9  | DE | Hugo Salamanca        | 83' |
| DT | DT | Julio Algar           |     |

| 25 | PO | Nacho              |         |  |
| 17 | DF | Juanlu             |         |  |
| 11 | DF | David Vidal        | 87'     |  |
| 22 | DF | Alfonso            | Capitán |  |
| 16 | DF | Pablo Oliveira     |         |  |
| 8  | MC | Vicente            |         |  |
| 5  | MC | Chema              | 54'     |  |
| 12 | MC | Juan Villar        |         |  |
| 20 | MC | Añete              | 70'     |  |
| 15 | DE | Chapi              |         |  |
| 9  | DE | Joaquín            |         |  |
| DT | DT | Alejandro Ceballos |         |  |

| 8 | MC | Aday Santana | 59' |
| 7 | DE | Dani Ávalos  | 83' |

| 18 | MC | José Antonio Navarro | 54' |
| 10 | DE | Pablo de Lucas       | 70' |
|    | DF | Manuel Lebrón        | 87' |

|  | 84' | Joaquín | 0-1 |

|  |     | Jero Miñarro          |
|  |     | José Ángel Ochoa      |
|  |     | Rubén Pazos           |
|  |     | Miguel Ángel Del Baño |
|  | 69' | Miguel Ángel Del Baño |

|  |  | David Vidal |
|  |  | Vicente     |
|  |  | Chema       |
|  |  | Juan Villar |

| Árbitro:           | Alfonso Ros Gómez |
| Árbitro asistente: | López Mir         |
| Árbitro asistente: | Sánchez Conesa    |
| Reporte            |                   |

| 28 | PO | Álex Reverte          |     |
| 22 | DF | Dioni                 |     |
| 20 | DF | Jero Miñarro          |     |
| 4  | DF | Miguel Ángel Del Baño |     |
| 21 | DF | Ramón Verdú           |     |
| 5  | MC | José Ángel Ochoa      |     |
| 6  | MC | Guille                | 59' |
| 24 | MC | Álex Fernández        |     |
| 18 | MC | Rubén Pazos           |     |
| 10 | MC | Sergio Narváez        |     |
| 9  | DE | Hugo Salamanca        | 83' |
| DT | DT | Julio Algar           |     |

| 25 | PO | Nacho              |         |  |
| 17 | DF | Juanlu             |         |  |
| 11 | DF | David Vidal        | 87'     |  |
| 22 | DF | Alfonso            | Capitán |  |
| 16 | DF | Pablo Oliveira     |         |  |
| 8  | MC | Vicente            |         |  |
| 5  | MC | Chema              | 54'     |  |
| 12 | MC | Juan Villar        |         |  |
| 20 | MC | Añete              | 70'     |  |
| 15 | DE | Chapi              |         |  |
| 9  | DE | Joaquín            |         |  |
| DT | DT | Alejandro Ceballos |         |  |

| 8 | MC | Aday Santana | 59' |
| 7 | DE | Dani Ávalos  | 83' |

| 18 | MC | José Antonio Navarro | 54' |
| 10 | DE | Pablo de Lucas       | 70' |
|    | DF | Manuel Lebrón        | 87' |

|  | 84' | Joaquín | 0-1 |

|  |     | Jero Miñarro          |
|  |     | José Ángel Ochoa      |
|  |     | Rubén Pazos           |
|  |     | Miguel Ángel Del Baño |
|  | 69' | Miguel Ángel Del Baño |

|  |  | David Vidal |
|  |  | Vicente     |
|  |  | Chema       |
|  |  | Juan Villar |

| Árbitro:           | Alfonso Ros Gómez |
| Árbitro asistente: | López Mir         |
| Árbitro asistente: | Sánchez Conesa    |
| Reporte            |                   |

### Partido de vuelta
| 25 | PO | Nacho              |         |  |
| 4  | DF | Álex Hornillos     |         |  |
| 16 | DF | Pablo Oliveira     |         |  |
| 17 | DF | Juanlu             |         |  |
| 22 | DF | Alfonso            | Capitán |  |
| 6  | MC | Nando              |         |  |
| 8  | MC | Vicente            |         |  |
| 10 | MC | Pablo de Lucas     | 25'     |  |
| 20 | DE | Añete              | 68'     |  |
| 9  | DE | Joaquín            |         |  |
| 12 | DE | Juan Villar        | 76'     |  |
| DT | DT | Alejandro Ceballos |         |  |

| 25 | PO | Pepelu           |     |
| 15 | DF | Fede             | 61' |
| 20 | DF | Jero Miñarro     |     |
| 21 | DF | Ramón Verdú      |     |
| 6  | DF | Guille           |     |
| 5  | MC | José Ángel Ochoa |     |
| 18 | MC | Rubén Pazos      |     |
| 24 | MC | Álex Fernández   |     |
| 10 | MC | Sergio Narváez   | 78' |
| 9  | DE | Hugo Salamanca   |     |
| 11 | DE | Chumbi           | 85' |
| DT | DT | Julio Algar      |     |

| 15 | MC | Chapi | 25' |
| 5  | MC | Chema | 68' |
|    | DE | Raúl  | 76' |

| 18 | DE | Dani Ávalos  | 61' |
| 17 | MC | Sele         | 78' |
| 8  | MC | Aday Santana | 85' |

|  | 50' | Joaquín | 1-0 |
|  | 64' | Añete   | 2-0 |

| Árbitro:           | Portillo Raigón |
| Árbitro asistente: |                 |
| Árbitro asistente: |                 |
| 4.º Árbitro:       |                 |
| Reporte            |                 |

| 25 | PO | Nacho              |         |  |
| 4  | DF | Álex Hornillos     |         |  |
| 16 | DF | Pablo Oliveira     |         |  |
| 17 | DF | Juanlu             |         |  |
| 22 | DF | Alfonso            | Capitán |  |
| 6  | MC | Nando              |         |  |
| 8  | MC | Vicente            |         |  |
| 10 | MC | Pablo de Lucas     | 25'     |  |
| 20 | DE | Añete              | 68'     |  |
| 9  | DE | Joaquín            |         |  |
| 12 | DE | Juan Villar        | 76'     |  |
| DT | DT | Alejandro Ceballos |         |  |

| 25 | PO | Pepelu           |     |
| 15 | DF | Fede             | 61' |
| 20 | DF | Jero Miñarro     |     |
| 21 | DF | Ramón Verdú      |     |
| 6  | DF | Guille           |     |
| 5  | MC | José Ángel Ochoa |     |
| 18 | MC | Rubén Pazos      |     |
| 24 | MC | Álex Fernández   |     |
| 10 | MC | Sergio Narváez   | 78' |
| 9  | DE | Hugo Salamanca   |     |
| 11 | DE | Chumbi           | 85' |
| DT | DT | Julio Algar      |     |

| 15 | MC | Chapi | 25' |
| 5  | MC | Chema | 68' |
|    | DE | Raúl  | 76' |

| 18 | DE | Dani Ávalos  | 61' |
| 17 | MC | Sele         | 78' |
| 8  | MC | Aday Santana | 85' |

|  | 50' | Joaquín | 1-0 |
|  | 64' | Añete   | 2-0 |

| Árbitro:           | Portillo Raigón |
| Árbitro asistente: |                 |
| Árbitro asistente: |                 |
| 4.º Árbitro:       |                 |
| Reporte            |                 |

| Campeón              |
| CD San Roque de Lepe |
| 1º título            |